# Професионална гимназия по битова техника
„Професионална гимназия по битова техника“ в Пловдив е професионално средно училище, което подготвя електротехнически кадри за града и областта. Намира се до Понеделник пазар в подножието на Джамбаз тепе.

## История
През 1963 г. в Пловдив е открито Професионално техническо училище по електротехника с две специалности – „Електромонтьор на силнотокови инсталации“ и „Електромонтьор на слаботокови инсталации“. През следващата година са отркити още две „Електромонтьор на електрически машини, уреди и апарати“ и „Електромонтьор на Контролно-измервателни прибори и Системи за автоматично регулиране“.
През 1967 г. училището е преобразувано в Средно професионално техническо училище по електропромишленост „Малчика“. Открива се и нова, уникална за Южна България, специалност „Монтьор на асансьорни уредби“. Създадени са самостоятелни производствени звена в Електроапаратурен завод и Завод за асинхронни електродвигатели, а по-късно и в Учебен производствен комплекс за специалностите – „Електромонтьор на електрически машини уреди и апарати“ и „Монтьор на електронна техника“. Училището се помещава в сградата на бившето католическо начално училище „Свети Андрей“.
През 1988 г. за 25-годишен юбилей училището е наградено с орден „Св. св. Кирил и Методий“, трета степен. Разкриват се нови специалности „Монтьор на битова техника“, и „Монтьор на радиоелектронна техника“. Училището е преместено в сегашната си сграда.
През 1998 г. е създадена нова паралелка с пилотна професия „Техник на битова техника“, с 5-годишен курс на обучение, на модулен принцип. Започва обучение по втора професия на модулен принцип – „Техник на електрически инсталации“. През 2002 – 2003 г. училището е преименувано на Професионална гимназия по битова техника. Открива се и нова специалност с 5-годишен курс на обучение „Техник на съобщителна техника“.